# 安達征一郎
安達 征一郎（あだち せいいちろう、1926年7月20日 - 2015年6月1日）は、日本の小説家、児童文学作家。
鹿児島県奄美大島生まれ。本名、森永勝己。旧制中学校卒。敗戦後、密航で宮崎県の港に入国。海を舞台にした小説、児童文学を著す。1973年「怨の儀式」で直木賞候補、78年『日出づる海　日沈む海』で同候補。

## 著書
- 『怨の儀式 安達征一郎作品集』三交社 逝水選書 1974
- 『島を愛した男』三交社 1975
- 『日出づる海日沈む海』光風社書店 1978
- 『祭りの海 長篇小説』海風社 南島叢書 1982
- 『てまひま船長の宝さがし』吉崎正巳絵 偕成社 子どもの文学 1983
- 『てまひま船長と十五少女』吉崎正巳絵 偕成社 子どもの文学 1984
- 『てまひま船長の肝だめし』吉崎正巳絵 偕成社 子どもの文学 1984
- 『てまひま船長と緑少年隊』吉崎正巳絵 偕成社 子どもの文学 1985
- 『少年探偵ハヤトとケン』全10巻　偕成社　Kノベルス

1　流人島の悪魔 1988
2　白い別荘の怪事件 1988
3　名探偵vs大奇術師 1989
4　幽霊の復讐　1989
5　少年探偵ハヤトとケン 1989
6 ゴリラの逆襲 1989
7 夜の学校にご用心 1990
8 お父さんは犯人じゃない 1991
9　富士山が消えた 1992
10　空飛ぶ死体 1993
- 『私本西郷隆盛と千代香 沖永良部島編』海風社 南島叢書 1998
- 『私本西郷隆盛と千代香 薩長同盟編』海風社 南島叢書 1999
- 『私本西郷隆盛と千代香 鳥羽伏見の戦さ編』海風社 南島叢書 2001
- 『私本西郷隆盛と千代香 江戸無血開城編』海風社 南島叢書 2002
- 『憎しみの海』川村湊編 インパクト出版会 2009
- 『小さな島の小さな物語』インパクト出版会 2012

## 注
1. ↑  おくやみ　安達征一郎氏：東京新聞
2. ↑  『文藝年鑑』2008
3. ↑  直木賞のすべて